# 江從簡
江從簡（？—549年），濟陽郡考城县（今河南省民權縣东）人，為南朝梁官员，江革的第三子，江行敏、江德藻的弟弟。
江从简年轻时有文才，十七歲時作採荷詞，以讥刺尚书令何敬容，为当时所称道。在南梁官至司徒从事中郎。侯景之乱时被任約所杀。他的儿子江兼叩頭流血，乞代父命，以身蔽刃，一起都被殺死。